# Ширс
Ширс (нем. Schiers) — коммуна в Швейцарии, в кантоне Граубюнден. Входит в состав округа Преттигау-Давос. Официальный код — 3962.

## История
Впервые упоминался в письменных источниках в 1101 году под названием Scieres.

## География
Площадь коммуны составляет 61,66 км². 36,5 % территории составляют сельскохозяйственные угодья; 44,3 % — леса; 2,1 % — населённые пункты и дороги; оставшиеся 17,1 % не используются (горы, ледники, реки). Коммуна расположена в подокруге Ширс округа Преттигау-Давос, на границе с Австрией, в нижней части долины Преттигау. Высшая точка Ширса — гора Друзенфлух (2828 м над уровнем моря).

## Население
По данным на 31 декабря 2012 года население коммуны составляет 2576 человек. По данным на 2008 год 12,0 % населения коммуны составляли иностранные граждане. По данным на 2000 год 89,6 % населения назвали своим родным языком немецкий; 2,1 % — сербохорватский и 1,6 % — итальянский.
Гендерный состав населения по данным на 2000 год: 50,2 % — мужчины и 49,8 % — женщины.. Возрастной состав населения: 12,9 % — младше 9 лет; 16,0 % — от 10 до 19 лет; 11,0 % — от 20 до 29 лет; 15,4 % — от 30 до 39 лет; 14,3 % — от 40 до 49 лет; 9,9 % — от 50 до 59 лет; 7,9 % — от 60 до 69 лет; 6,9 % — от 70 до 79 лет; 4,7 % — от 80 до 89 лет и 1,1 % — старше 90 лет.
Динамика численности населения по годам:
| 1850 | 1900 | 1950 | 1990 | 2000 |
| ---- | ---- | ---- | ---- | ---- |
| 1741 | 1654 | 2312 | 2400 | 2637 |